# 6.25 전쟁의 여파
한국전쟁(1950~1953)은 전쟁의 당사자인 남한과 북한, 그리고 일본, 중국, 그리고 미국과 러시아에 영향을 주었다.

## 역사

### 배경
한반도에서 발생한 한민족의 전쟁은 제2차 세계 대전 이후 발생한 큰 규모의 전쟁이었다. 일본 제국으로부터 식민지 독립을 이뤄낸 조선에 한반도 북부에는 소련이, 한반도 남부에는 미국이 각자의 군대를 주둔시키고 군정을 시작하면서 긴장이 고조되기 시작하였다. 당시 한반도 전역을 공산화하려는 김일성은 마오쩌둥과 스탈린의 암묵적인 동의를 받고, 이들의 군사적 지원을 바탕으로 전쟁을 준비하기 시작하였다. 이후 1950년 김일성의 기습적인 남침으로 시작된 한국 전쟁은 남한과 북한, 그리고 주변국 중국, 일본, 그리고 러시아와, 미국에게 큰 영향을 주었으며, 이중에서도 당사자인 남한과 북한은 양측 모두 물적 및 인적 손실을 경험하게 된다.

### 한반도 분단
한국 전쟁의 여파 중 가장 근본적인 것은 38선 분단,  한반도의 분단, 즉 조선으로 유지되었던 한 나라가 남한과 북한이라는 사실상의 두 나라로 분단된 것이다. 남북 분단은 단기적으로는 동아시아의 군사적 긴장감을 초래하였고, 남북 간 소규모적 국지전부터 크게는 북한의 핵개발까지 지역 내 불안이 지속적으로 유지되는 것을 초래하고 있다. 이는 한반도 분단이 해결되지 못한 상태로, 종전이 아닌 정전 및 휴전이라는 상태로 남은 상태에서 발생한 군사적 상황이다. 오늘날까지 남한과 북한은 군사적으로 대치 중에 있으며, 재래식 군사력 및 경제력이 미약한 북한은 핵개발 및 비대칭 전력 개발로 군사력 차이를 무마시키려고 하고 있다. 이러한 군사적 긴장은 비무장 지대에 양측의 군대가 대부분 주둔하는 모양새로 나타나고 있으며, 북방한계선에 대한 북한의 일방적 거부 반응은 해상에서 남북의 군사출돌 가능성을 증가시키고 있다.

### 휴전
남한은 한국 전쟁 이후로 전시작전권을 미국에게 이양하였으며, 북한은 4대 군사노선을 표명하며 국력을 모두 군사력에 집중하는 모습을 보였다. 두 국가 모두 국방비에 천문학적인 비용을 지출하면서 서로에 대한 불신을 유지하고 있다. 비록 판문점에 중립국감독위원회, 유엔군사령부 정전감시위원회가 설치되어 불안정한 평화를 유지하고 있으나, 근본적인 문제 해결은 이루어지지 못하고 있는 것이 현실이다. 남한과 북한 간 개최된 총 5번의 정상회담은 한반도 내 평화 정착 및 한국 전쟁 종전에 대한 논의였으나 이는 쉽게 타결되지 못하였다. 1990년대부터 2000년대까지 개최되었던 6자 회담은 한반도 문제에 대한 다자적 접근이었으나, 북한의 핵개발로 실패하게 되었다.

### 미국, 일본, 중국과 러시아
미국은 한국 전쟁 이후 한미수호방위조약 체결 및 한국에게 무상원조 제공을 통해 한미 관계를 동맹 관계로 발전시켰다. 또한 미국은 외교정책 수립에 있어서도, 공산주의 확장에 대한 확고한 반대 입장을 취하게 된다. 일본은 한국전쟁이 발생하면서 미국으로부터 군수 물자를 제공하면서 산업 기반을 다지게 되었으며 일본에 대한 미국의 정책이 변화되며 경제적 발전을 이루게 된다. 중국은 북한을 지원하면서 많은 비용과 인력을 소모하였으며, 한국 전쟁 이후 미국을 적대적인 경쟁자로 인식하게 되었다. 이러한 이유로 인하여, 중국은 러시아와 관계를 강화하였으며, 반미 노선을 견지하게 된다. 러시아도 중국과 비슷한 처지에 놓여있었으나, 중국과는 달리 많은 비용만 소모하게 되었다. 중국과 러시아는 향후 북한에 대한 군사적 지원을 바탕으로 북한에게 영향력을 행사하였으며 이는 8월 종파 사건이 결정적으로 발생하는 원인을 제공한다.

### 물적 피해
식민지 시절 건설되었던 공업 시설들 및 생산 시설들이 전쟁 동안 대부분 파손되거나 파괴되었다. 특히 시가전, 폭격으로 인하여 많은 기반 시설들이 파괴되었으며, 이러한 시설들을 시키는데 추가적인 비용이 발생하였다. 남한은 전체 시설의 47% 정도가, 북한은 전체 시설의 70% 정도가 파괴되었다. 특히 한국 전쟁 동안 진행되었던 미국의 대공습은 평양 대공습의 경우와 같이, 북한군 및 중공군이 점령한 지역에 대한 대규모의 폭격은 그 일대를 초토화시켰다.

### 인적 피해
3년 정도 지속된 전쟁은 모두에게 큰 피해를 주었다. 한국군은 62만명 정도 피해를 보았으며, 이중 13만명 정도가 전사하고, 45만명 정도가 부상당하였으며, 3만여명 정도가 실종되거나 포로가 되었다. 추후 북한에 남은 대한민국 국군 포로 문제는 오늘날까지 계속되고 있다. 북한군은 93만명 정도 피해를 보았다. 남한을 지원한 유엔군은 16만명 정도 피해를 보았고, 북한을 지원한 중공군은 100만명 정도의 피해를 보았다. 그리고 전쟁 도중 민간인에 자행된 양민학살을 비롯한 전쟁범죄는 양민들에게 큰 트라우마가 되었으며, 전쟁 이후 발생한 대량의 전쟁 고아 문제는 큰 사회적 문제가 되었다. 이러한 군인 및 민간인 사망은 오늘날 유해발굴감식단 등에 의해서 그 증거가 여전히 발견되고 있다.

## 같이 보기
- 정전 협정
- 비무장 지대
- 북방한계선